# Streustromkorrosion
Als Streustromkorrosion bezeichnet man eine Form elektrochemischer Korrosion. Die Ursache für Streustromkorrosion sind elektrische Ströme, die Teil von Betriebsströmen aus Gleichstrom betriebenen Anlagen sind und als Streuströme, seltener als vagabundierende Ströme, bezeichnet werden.

## Grundlagen
Streuströme fließen auf unerwünschten Pfaden zurück zu ihrer Stromquelle. Zu solchen Pfaden gehören neben dem Erdreich vor allem im Erdboden verlegte Anlagen als metallische Strukturen wie Rohrleitungen, Tankbehälter, bewehrte Kabelmäntel und Stahlbeton-Bauwerke, die folglich einem Korrosionsrisiko durch Streuströme unterliegen. Dies betrifft ebenso auch die Fahrschienen von Gleichstrombahnen. Dieses Risiko entsteht durch:
- kathodische Korrosionsschutzsysteme (KKS) für Rohrleitungen und Tankbehälter
- Gleichstrombahnen als schienengebundener ÖPNV (Straßen-, Stadt- und U-Bahnen), als Vollbahnen mit DC 3 kV oder DC 1,5 kV Fahrleitungsspannung, zahlreiche Schmalspur-, Berg- und Industriebahnen einschließlich O-Bus-Systeme
- Hochspannungs-Gleichstrom-Übertragungs-Anlagen (HGÜ-Anlagen)
- Industrie-, Hafen- und Telekommunikationsanlagen

Der Streustromübertritt wird durch eine elektrische (oft widerstandsbehaftete) Verbindung zwischen der beeinflussenden Gleichstromanlage und der beeinflussten Installation ermöglicht. Solche elektrischen Verbindungen können sein:
- Elektrode als Fremdstromanode einer KKS-Anlage
- Fahrschienen einer Gleichstrombahn, die einen endlichen Wert des Bettungswiderstandes gegen Erde oder Bauwerkserde aufweisen
- Elektrode einer HGÜ-Anlage
- durch Fehler

## Elektrochemischer Vorgang
Streustromkorrosion findet an Orten statt, bei dem der Streustrom vom Metall ins Erdreich als Elektrolytlösung übertritt. Elektrochemisch wird dieser Prozess als anodische Teilreaktion bezeichnet:
{\displaystyle \mathrm {2\ Fe\longrightarrow 2\ Fe^{2+}+4\ e} }
Die Elektronen verbleiben im Metallgitter, während die positiv geladenen Metallionen (meist Eisen, Stahl) in Lösung gehen. In entgegengesetzter Richtung findet beim Streustromeintritt die kathodische Teilreaktion statt:
{\displaystyle \mathrm {2\ H_{2}O+O_{2}+4\ e\longrightarrow 4\ OH^{-}} }
Hier findet keine Korrosion statt. Unter Sauerstoffmangel (bei anaeroben Böden) entsteht zusätzlich Wasserstoff. Beide Teilreaktionen laufen immer zeitgleich ab, können aber örtlich weit voneinander entfernt liegen.
Auskunft über die theoretische Höhe des Materialabtrags geben die Faradayschen Gesetze mit 9,13 kg für Eisen pro Ampere in einem Jahr. Korrosionsvorgänge sind auch vom pH-Wert der Elektrolytlösung abhängig. Rückschlüsse über die Korrosionsgefährdung lassen sich mit der Nernst-Gleichung und Pourbaix-Diagrammen beschreiben.

## Beschreibung der Beeinflussung

### Beeinflusste Objekte
Zum Schutz an beeinflussten Anlagen sind Potential-Grenzwerte festgelegt. Man unterscheidet zwischen kathodisch geschützten und nicht kathodisch geschützten Anlagen.

#### Kathodisch geschützte Anlagen
Es ist mit Streustromkorrosion zu rechnen, wenn an kathodisch geschützten Anlagen das Objekt/Boden-Potential positiver als das Mindestschutzpotential von −850 mV wird. Bei Potentialschwankungen durch sich zeitlich ändernde Streuströme ist der Tagesmittelwert des Objekt/Boden-Potentials zu verwenden. Bei ungünstigen Bodenverhältnissen (saure Böden mit niedrigem pH-Wert) beträgt das Mindestschutzpotential sogar −950 mV. Kathodischer Schutz ist nur gewährleistet, wenn an allen Fehlstellen der kathodisch geschützten Anlage ein Stromeintritt stattfindet.

#### Nicht kathodisch geschützte Anlagen
Ebenso besteht das Risiko einer Streustromkorrosion an nicht kathodisch geschützten Anlagen. Für sie sind ebenfalls Grenzwerte für eine anodische Beeinflussung (positive Potentialverschiebung) festgelegt.
| Werkstoff der Anlage | spezifischer Widerstand ρ des Elektrolyten in Ωm | maximale positive Potentialverschiebung ΔU in mV mit IR-Anteil | maximale positive Potentialverschiebung ΔU in mV ohne IR-Anteil |
| -------------------- | ------------------------------------------------ | -------------------------------------------------------------- | --------------------------------------------------------------- |
| Stahl, Gusseisen     | < 15                                             | 20                                                             | 20                                                              |
| Stahl, Gusseisen     | 15 bis 200                                       | 1,5 • ρ / [Ωm]                                                 | 20                                                              |
| Stahl, Gusseisen     | > 200                                            | 300                                                            | 20                                                              |
| Blei                 |                                                  | 1 • ρ / [Ωm]                                                   |                                                                 |
| Stahl in Beton       |                                                  | 200                                                            |                                                                 |

Die Grenzwerte sind abhängig von der Art des Metalls und vom spezifischen Bodenwiderstand. Sie gelten für konstante sowie für schwankende Streuströme. Der IR-Anteil ist ein ohmscher Spannungsfall im Erdboden, der durch galvanische Elementströme, Schutz- oder Streuströme verursacht wird.

### Beeinflussende Gleichstromanlagen

#### Kathodische Korrosionsschutzsysteme
Kathodisch geschützte Rohrleitungen mit einer Bitumenumhüllung haben gegenüber kunststoffumhüllten Rohrleitungen einen niedrigeren Umhüllungswiderstand. Um das erforderliche Schutzpotential zu erreichen, sind höhere Schutzströme notwendig und können nur durch eine Fremdstromanodenanlage erreicht werden. Dabei besteht das Risiko, dass der Schutzstrom fremde erdverlegte Installationen als Streustrom nachteilig beeinflusst. Durch die Ausbildung von kathodischen und anodischen Bereichen tritt im Annäherungsbereich ein Teil des Schutzstromes in seiner Wirkung als Streustrom von der ungeschützten Rohrleitung in die kathodisch geschützte Rohrleitung über. Dabei handelt es sich um eine zeitlich konstante Beeinflussung.

Prinzip der Streustromkorrosion durch ein kathodisches Korrosionsschutzsystem

#### Gleichstrombahnen
Streustromkorrosion kann vor allem bei Gleichstrombahnen ein Problem darstellen, da meistens die Fahrschienen zur Bahnstromrückführung verwendet werden und gegen Erde bzw. Bauwerkserde nur bedingt isoliert sind. Durch den Bahnrückstrom tritt ein Schienenlängsspannungsfall zwischen dem Schienenfahrzeug und dem Unterwerk auf. Als Folge entsteht ein Schienenpotential gegen Bezugserde bzw. Bauwerkserde, welche die Ursachengröße für Streuströme ist. In Bereichen mit positivem Schienenpotential erfolgt der Streustromübertritt von den Fahrschienen ins Erdreich bzw. auf ein im Erdreich verlegtes Objekt, z. B. als Rohrleitung zur Bahntrasse parallel verlaufend oder kreuzend. In Bereichen mit negativem Schienenpotential erfolgt der Streustromübertritt von der Rohrleitung bzw. aus dem Erdreich zurück in die Fahrschienen. Es bilden sich an beiden Objekten anodische Bereiche mit dem Risiko einer Streustromkorrosion und kathodische Bereiche aus.

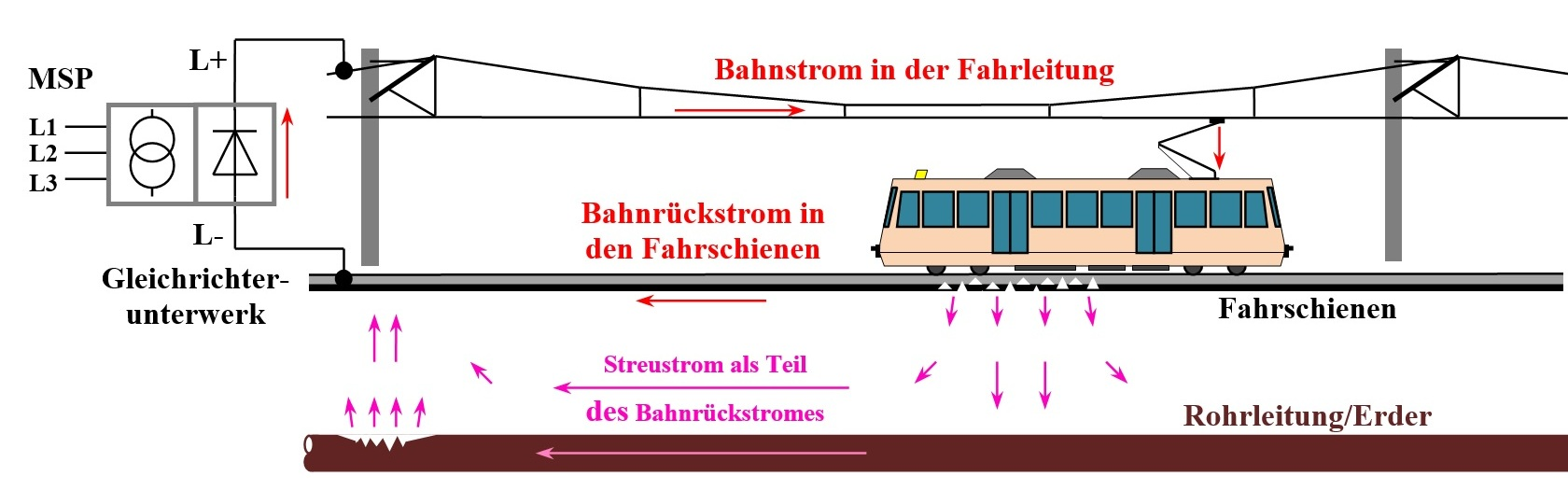
Prinzip der Streustromkorrosion durch eine Gleichstrombahn

Schienenfahrzeuge sind ortsveränderliche Lasten. Daher kommt es durch Beschleunigungen, Beharrungsfahrten und Bremsvorgänge einschließlich der Rückspeisung zu ständigen Schienenpotentialänderungen mit Polaritätswechsel. Bei den Gleichstrombahnen befindet sich meist der Pluspol an der Fahrleitung und der Minuspol an der Fahrschiene. Im Bereich des Unterwerkes ist das Schienenpotential im zeitlichen Mittel negativer und im halben Abstand zwischen zwei Unterwerken positiver. Bei umgekehrter Polarität an Fahrleitung und Fahrschiene wechseln die anodischen und kathodischen Bereiche ebenfalls, da sich die Stromrichtung umkehrt. Beim Einsatz von gerichteten Streustromableitungen oder Soutiragen sind diese Begebenheiten zu berücksichtigen.

Bei den auftretenden Streuströmen durch Gleichstrombahnen spricht man von einer zeitlich schwankenden Beeinflussung. Die Höhe des Streustromes hängt von zwei Parametern ab:
- das Schienenpotential (Spannung Fahrschienen - Bauwerk)
- der Ableitungsbelag als längenbezogener Kehrwert des Bettungswiderstandes der Fahrschienen

Zum Schutz gegen Streustromkorrosion gibt es für Betreiber von Gleichstrombahnen zwei Anforderungen:
- die Korrosion an den Fahrschienen soll die vorgesehene Lebensdauer, wie sie durch den Fahrbetrieb bestimmt ist, nicht herabsetzen
- keine nachteilige Beeinflussung der Bauwerkserde und fremde im Erdboden metallisch verlegte Installationen

Die Fahrschienen sind für eine betriebliche Lebensdauer von etwa 25 Jahren vorgesehen. Damit dieser Zeitraum nicht durch Streustromkorrosion herabgesetzt wird, gilt ein maximaler Strombelag von 2,5 mA/m je Gleis. Bezogen auf eine Potentialverschiebung von 1 V in positiver Richtung erhält man für ein Gleis folgende maximal zulässige Ableitungsbeläge:
- 0,5 S/km in offener Bettung
- 2,5 S/km in geschlossener Bettung

Bei einer zweigleisigen Strecke verdoppeln sich die Werte für Ableitungsbeläge.

#### HGÜ-Anlagen
Vergleichbare Effekte können an HGÜ-Anlagen in der Nähe der Erdungselektroden auftreten.

## Messtechnik
Streustromkorrosion findet an der Phasengrenzfläche des Metalls im Erdreich oder einem vergleichbaren Medium als Elektrolytlösung statt und entzieht sich einer direkten Beobachtung. Eine Funktionsbeeinträchtigung bis zum Komplettversagen des Bauteils oder des Systems ist daher schwer vorhersehbar. Um ein Korrosionsrisiko durch Streuströme beurteilen zu können, werden Potentialmessungen durchgeführt. Des  Weiteren können Streuströme nicht direkt gemessen werden.

In der Korrosionsschutz-Messtechnik werden bevorzugt Kupfer/Kupfersulfat-Elektroden verwendet. Sie sind unpolarisierbar und besitzen ein Gleichgewichts-Potential von +320 mV gegen die Standardwasserstoffelektrode. Sie können als Dauerbezugselektrode im Erdreich vergraben oder als ortsveränderliche Bezugselektrode zum Aufstellen auf der Oberfläche eingesetzt werden. Da eine Messung an der Phasengrenze Metall/Elektrolytlösung ebenfalls nicht möglich ist, ist das Objekt/Boden-Potential beim kathodischen Korrosionsschutz sowie bei Schutzmaßnahmen gegen die Korrosionswirkung durch Streuströme von hoher Bedeutung.

## Abhilfe
- Umstellung der Anlage auf Wechselstrom (bei Bahnen meist kaum praktikabel, da die elektrische Ausrüstung der Fahrzeuge grundlegend verändert werden müsste und streuende Wechselströme Signal- und Fernmeldeanlagen ungünstig beeinflussen können)
- Verzicht auf Anwendung der Fahrschienen zur Bahnstromrückführung (2. Oberleitung oder 2. Stromschiene). Selten angewandte Variante, da erhöhter technischer Aufwand und erhöhte Kurzschlussgefahr in Weichen bei zweipoliger Oberleitung. Ein Beispiel ist die Londoner U-Bahn mit einer zweiten Stromschiene zwischen den Gleisen.
- Verwendung durchgehend verschweißter Schienen oder von Überbrückungslaschen bei den Fügestellen
- Gleisbett mit ausreichend hohem Bettungswiderstand zwischen den Fahrschienen und Erde bzw. Bauwerkserde
- Möglichst geringes Schienenpotential der Fahrschienen gegen Bezugserde bzw. Bauwerkserde
- elektrisch leitende Durchverbindung von Stahlbetonbauwerken (Tunnels, Brücken oder Betriebsgebäuden) sowie metallische Installationen (z. B. Haltestelleneinrichtungen oder Zäune) zu Erdungsanlagen entlang der Bahnstrecke
- metallfreie Teile oder korrosionsfeste Metalle (sofern möglich und wirtschaftlich)
- Umhüllung von Rohrleitungen durch Kunststoffbeschichtungen anstelle von Bitumen als Maßnahme des passiven Korrosionsschutzes
- Ausschließliche Errichtung von bipolaren HGÜ-Anlagen
- Platzierung der Erdungselektroden von HGÜ-Anlagen fernab von Orten, an denen metallische Teile im Erdreich liegen

## Normen
- EN 50162 (VDE 0150):2004-08, Schutz gegen Korrosion durch Streuströme aus Gleichstromanlagen
- EN 50122-2 (VDE 0115-4):2010-10, Bahnanwendungen – Ortsfeste Anlagen – Elektrische Sicherheit, Erdung und Rückleitung – Teil 2: Schutzmaßnahmen gegen Streustromwirkungen durch Gleichstrombahnen

## Richtlinien
- DVGW Arbeitsblatt GW 21 (textgleich mit AfK-Empfehlung Nr. 2):2014-02 Beeinflussung von unterirdischen metallischen Anlagen durch Streuströme von Gleichstromanlagen.
- VDV-Schrift 501-1 und -2: 1993-04 Verringerung der Korrosionsgefahr durch Streuströme in Tunneln von Gleichstrombahnen mit Stromrückleitung über Fahrschienen.